# 台灣感性
台灣感性（韓語：대만감성）是源自於韓國的網路用語，用以形容台灣的街景、文化等台灣的日常生活。韓語中대만감성即為臺灣（대만）與感性（감성）結合。

## 背景
1980年代的台灣新電影浪潮被視為台灣感性意象的起始，而後台灣校園題材電影、戲劇也成為台灣感性的一部份。新電影浪潮中描述的台灣社會，以及校園題材電影中對於青春、夏天的想像被認為是台灣感性的魅力。
1990年代以降，台灣與韓國的城市發展逐漸出現差異：韓國市容現代化、形式整齊，而台灣則留有歷史的痕跡。招牌、夜市攤販、巷弄等台灣生活常見的景象，與在韓國流行、強調復古與現代結合的Newtro文化相仿。

## 興起
台灣感性約於2019年時便已出現在韓國旅遊、攝影圈內，2020年代後因大眾媒體的推動，以及社群媒體的推廣下而廣為人知。例如2024、25年韓國翻拍台灣愛情片《不能說的·秘密》、《那些年，我們一起追的女孩》（韓國片名分別為《給我一首琴的時間》、《妳是我眼中的蘋果》）。
K-POP女團ILLIT、NewJeans於2024年時推出專輯、歌曲，他們皆在台灣的街道、社區拍攝取景。此後韓國社群媒體內便出現許多台灣感性風格的內容，亦有許多韓國明星拍下他們在台灣途經的景象。
2025年6月，臺灣成為首爾國際書展的主題國，其主題也因此被定為「台灣感性」。